# Gunnar Wahlström
Karl Gunnar Wahlström, pseudonym Gunnar Daland, född 3 juli 1903 i Husby-Långhundra församling, Uppsala län, död 19 maj 1983 i Gustav Vasa församling, Stockholm, var en svensk baptistpastor och författare.
Han hämtade i flera romaner handlingen från kristendomens brytningstider i Sverige: kristnandet under vikingatiden, kristendomen under medeltiden, samt väckelserörelsernas påverkan under 1800-talet, men även från sociala och politiska problem i samtiden.
Tillsammans med hustrun Elsa skapade han Deverthska kulturstiftelsen.